# Kosovo, Șumen
Kosovo (în bulgară Косово) este un sat în comuna Kaspicean, regiunea Șumen,  Bulgaria. 

## Demografie
Componența etnică a satului Kosovo
     Bulgari (22,5%)
     Nicio identificare (0,41%)
     Altele (77,08%)
La recensământul din 2011, populația satului Kosovo era de 240 locuitori. Din punct de vedere etnic, majoritatea locuitorilor (77,08%) erau alte naționalități, cu o minoritate de bulgari (22,5%). Pentru 0,41% din locuitori nu este cunoscută apartenența etnică.